# Towarzystwo Iksów
Towarzystwo Iksów – towarzystwo literackie działające od 13 maja 1815 do 11 maja 1819 roku i skupiające recenzentów teatralnych, publikujących w dodatkach do „Gazety Warszawskiej” i „Gazety Korespondenta Warszawskiego”, bywalców warszawskiego salonu literackiego w pałacu Mostowskich przy ul. Przejazd.

## Rodowód i skład członkowski
Nazwa towarzystwa pochodziła od zwyczaju podpisywania recenzji nie imieniem i nazwiskiem, ale pojedynczym lub podwójnym X. Do towarzystwa należeli pisarze wywodzący się z elity społeczno-kulturalnej Królestwa Polskiego m.in.: Julian Ursyn Niemcewicz, Kajetan Koźmian, Zofia z Czartoryskich Zamoyska, Maria z Czartoryskich Wirtemberska, Józef Sierakowski, Tadeusz Matuszewicz, Franciszek Morawski, Ludwik August Plater wraz z bratem Stanisławem oraz Michał Wyszkowski. Towarzystwo związane było z salonem literackim Tadeusza Antoniego Mostowskiego. Gospodarz salonu pełnił również funkcję przewodniczącego Towarzystwa Iksów. Sekretarzami początkowo (14 kwietnia do 4 czerwca 1815) byli Jan Maksymilian Fredro i Józef Lipiński, następnie Józef Ignacy Kossakowski. Inicjatorem zebrań był Adam Jerzy Czartoryski. Sympatykami towarzystwa byli m.in. Stanisław Kostka Potocki i Ludwik Osiński. Wszystkie recenzje były przed publikacją dyskutowane na protokołowanych zebraniach. Celem Towarzystwa miało być podniesienie poziomu przedstawień teatralnych w Warszawie. Jego członkowie byli zwolennikami poetyki późnoklasycystycznej, cechował ich nieprzychylny stosunek wobec takich gatunków jak łzawa komedia czy drama. Inspirowali się krytyką francuską. Często stosowali typ recenzji o charakterze felietonowym.

## Towarzystwo Iksów w literaturze
W 1981 węgierski pisarz György Spiró wydał powieść Az Ikszek (Iksowie) i dramat Az imposztor, 1983 (Szalbierz, 1987) o Wojciechu Bogusławskim i Towarzystwie. W 1983 r. rozgorzała dyskusja na temat powieści. Analizę powieści przedstawił w „Pamiętniku Teatralnym” profesor Andrzej Sieroszewski, który także przełożył niewielkie fragmenty tekstu, a w „Literaturze na Świecie” Elżbieta Cygielska zaprezentowała fragmenty wybranych recenzji węgierskich. Potem nastąpił okres „nagonki” na Spiró, w której aktywną rolę odegrał Jerzy Robert Nowak, który oskarżył pisarza o antypolonizm. Wyrwane z kontekstu pojedyncze zdania przedstawił jako dowód na polakożerstwo Spiró. Według tłumacza Spiró Mieczysława Dobrowolnego wpływy Nowaka były dość duże, gdyż dzięki jego skargom w wydziale kultury KC PZPR udało mu się zablokować wydanie powieści, a także późniejszy przyjazd pisarza do Polski na prapremierę dramatu o Wojciechu Bogusławskim Szalbierz (napisanego na podstawie tej powieści) wystawianego w 1987 r. przez warszawski teatr Ateneum.
Teksty ukazały się po raz pierwszy w Polsce w 2006 w Literaturze na Świecie.